# Abdij van Oosteeklo

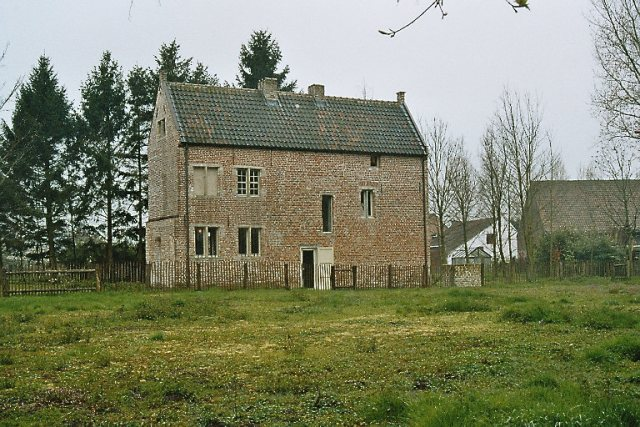
Gastenverblijf

De Abdij van Oosteeklo is een voormalige cisterciënzerinnenabdij in de tot de Oost-Vlaamse gemeente Assenede behorende plaats Oosteeklo, gelegen aan de Kloosterakkerstraat.

## Geschiedenis
De abdij werd in de 12e eeuw gesticht door cisterciënzerinnen die afkomstig waren uit Eeklo. De precieze datum van stichting is niet bekend, maar in 1164 werd al melding van deze abdij gemaakt. Naast zusters waren aanvankelijk ook broeders aanwezig, die moesten werken aan de ontginningen. Andere bronnen beweren dat het klooster in 1249 werd verplaatst naar de woeste gronden te Oosteeklo.
De abt van Clairvaux gaf aan de abt van Boudelo de opdracht om, aangezien de abdijen van Oosteeklo en Doornzele te dicht bij elkaar lagen, één der abdijen te verplaatsen. Het geschil eindigde met een gebiedsscheiding.
In 1296 zou de kapel ingewijd zijn. De abdij werd door giften begunstigd maar verarmde begin 16e eeuw. De broeders moesten uit bedelen en de zusters zetten zich aan het weefgetouw. Vanaf 1510 werden weer ontginningen gerealiseerd en namen de inkomsten weer toe.
In 1577 werd de abdij grotendeels verwoest tijdens de godsdiensttwisten. De zusters vluchtten naar Gent en stichtten daar in 1607 een kerk aan het Posteernehof. Het klooster te Oosteeklo bleef verlaten en de ruïnes werden gebruikt als bouwmateriaal voor een viertal boerderijen op het terrein van de voormalige abdij.
Het gastenkwartier van de abdij bleef behouden als woning en na 1998 werd het gerestaureerd.

## Gebouw
Het gastenkwartier werd vrijgemaakt van latere aanbouwsels en is nu een bakstenen gebouw op rechthoekige plattegrond, dat in de oorspronkelijke staat werd teruggebracht. Het oudste deel stamt uit de 15e of 16e eeuw. Uit de 16e eeuw stamt ook de natuurstenen wenteltrap in het centrale trappenhuis. Tal van elementen uit de bouwtijd zijn nog in het gebouw aanwezig.